# Bleekpootovenvogel
De bleekpootovenvogel (Furnarius leucopus) is een zangvogel uit de familie Furnariidae (ovenvogels).

## Verspreiding en leefgebied
Deze soort komt voor in het westelijk en zuidelijk Amazonebekken en oostelijk Brazilië en telt vier ondersoorten:
- F. l. leucopus: zuidwestelijk Guyana en noordelijk Brazilië.
- F. l. tricolor: oostelijk Peru, westelijk Brazilië en noordelijk Bolivia.
- F. l. araguaiae: zuidelijk centraal Brazilië.
- F. l. assimilis: oostelijk en zuidelijk Brazilië en zuidoostelijk Bolivia.

## Status
De grootte van de populatie is niet gekwantificeerd maar de soort wordt omschreven als vrij algemeen in een deel van het verspreidingsgebied en erg algemeen op sommige plaatsen. Op de Rode lijst van de IUCN heeft deze soort de status niet bedreigd.